# Partito di Sinistra (Francia)
Il Partito di Sinistra (in francese Parti de gauche, PG) è un partito politico francese di orientamento socialista democratico, nato nel 2008 da una scissione della sinistra del Partito Socialista.
Attualmente il partito è guidato da Éric Coquerel e Danielle Simonnet, in seguito all'uscita di Jean-Luc Mélenchon nel 2016. Faceva parte a livello nazionale del Fronte di Sinistra e al livello europeo del Partito della Sinistra Europea. La maggioranza del partito è confluita in La France Insoumise di Mélenchon, con cui il Partito di Sinistra continua ad avere una collaborazione.

## Risultati elettorali

### Elezioni legislative
| Elezione | Voti                   | %                      | Seggi    |
| -------- | ---------------------- | ---------------------- | -------- |
| 2012     | Nel Fronte di Sinistra | Nel Fronte di Sinistra | 1 / 577  |
| 2017     | Ne La France Insoumise | Ne La France Insoumise | 8 / 577  |
| 2022     | Nella NUPES            | Nella NUPES            | 21 / 577 |

### Elezioni presidenziali
| Anno | Candidato          | Primo turno | Primo turno | Primo turno | Secondo turno | Secondo turno | Secondo turno |
| Anno | Candidato          | Voti        | %           | Posizione   | Voti          | %             | Posizione     |
| ---- | ------------------ | ----------- | ----------- | ----------- | ------------- | ------------- | ------------- |
| 2012 | Jean-Luc Mélenchon | 3 984 822   | 11,10       | 4°          | -             | -             | -             |
| 2017 | Jean-Luc Mélenchon | 7 059 951   | 19,58       | 4°          | -             | -             | -             |
| 2022 | Jean-Luc Mélenchon | 7 712 520   | 21,95       | 3°          | -             | -             | -             |